# Enicospilus aylax
Enicospilus aylax là một loài tò vò trong họ Ichneumonidae.